# Hiawatha Service

[[File:Amtrak_Hiawatha.svg|miniatyr|

Karta över linjennowrap|

Hiawatha Service är namnet på en 138 km lång tåglinje som drivs av Amtrak på den västra stranden av Lake Michigan. Under 2007 gick det sju tåg år vardera håll varje dag utom på söndagar då det gick sex stycken.
Turen börjar i Chicago, Illinois och går till Milwaukee, Wisconsin. Några av de städer där de gör uppehåll är, Genview, Illinois, Sturtevant, Wisconsin och General Mitchell International Airport. Linjen bedrivs delvis med hjälp av bidrag från delstaterna Wisconsin och Illinois.
Under 2011 reste det över 800.000 passagerare, vilket var en ökning med 4,7%  jämfört med 2010. Intäkterna under 2011 var 14.953.873 dollar, vilket är en ökning med 6,1% jämfört med 2010. Hiawatha Service är Amtrak nionde mest trafikerade järnvägen och den mest trafikerade i mellanvästen. Kollektivresandet är också mycket vanligt och det är bara på linjerna Norheast Regional och på Capitol Corridor som kollektivresandet är högre. En enkel resa mellan Milwaukee och Chicago tar cirka 90 minuter idag, medan resan tog 75 minuter i slutet av 1930-talet.

## Historia

### Milwaukee road
Förr så drevs järnvägen under namnet "Chicago, Milwaukee, St. Paul and Pacific Railroad" men kallades oftast för "Milwaukee Road" och gick från Chicago till Twin Cities. Första tåget på linjen började gå 1935 och 1946 fanns det hela 4 linjer under samma namn, Chicago-Minneapolis, Chicago-Omaha, Chicago-Wausau-Minocqua och Chicago-Minneapolis-Seattle. 
Tågen som tjänstgjorde på denna järnväg kallades för Hiawatha och var bland världens snabbaste tåg på 1930-talet och 1940-talet och några av tågen har kunnat köra i maxfart på denna sträcka, detta gjordes för att kunna konkurrera med "Chicago and North Western Transportation" som gick mellan samma städer. En direktresa mellan Chicago och Milwaukee tog i mitten av 1930-talet, när järnvägen öppnades, 90 minuter, men detta sjunk till 75 minuter efter några år. Det var inte ovanligt att tågen körde i 161 km/h och det var oftast loket som satte hastighetsbegränsningen. Men i början av 1950-talet så infördes en hastighetsbegränsning på 145 km/h (90 mph) av ICC (Interstate Commerce Commission), vilket ledde till att det blev en restid på 80 minuter, exklusive stopp i Glenview, Illinois. Till slut sänktes hastigheten ytterligare en gång till 127 km/h (79 mph) år 1968 på grund av signalförändringar, vilket ledde till att turen återigen tog 90 minuter.

### Amtrak
Amtrak tog över större delen av intercity trafiken i USA den 1 maj 1971, och drev två av Hiawatha linjerna, den första var Chicago-Milwaukee-Minneapolis, mer känt som Hiawatha, denna järnvägen döptes om till Twin Cities Hiawatha. Den utvidgade linjen som gick till Seattle döptes om till North Coast Hiawatha. Den sistnämnda linjen lades ner 1979. Det fanns även Hiawatha service som gick mellan Chicago-Milwaukee och fanns på samma tidtabell som Hiawatha, men behöll namnet Chicago-Milwaukee på linjen till 29 oktober 1972 innan den fick ett eget namn, Hiawatha service.
Den 15 juni 1976 introducerade Amtrak Turboliners på linjen och tog då bort Hiawatha service ur tidtabellen, och kom inte tillbaka förrän 1989. Alla tåg var kända som Turboliners, även på Chicago-Detroit och Chicago-St Louis, tills 26 oktober 1980 då alla tåg fick egna namn. Den 29 oktober 1989 kom namnet Hiawatha service tillbaka och blev ett samlingsnamn för alla tåg som gick på sträckan Chicago-Milwaukee.
Efter en restaurering av väg Interstate 94 ledde till att alla tåg slutade köra väster om Milwaukee till Watertown, Wisconsin, med början den 13 april 1998. Stationer som fanns på sträckan var Wauwatosa, Elm Grove, Pewaukee och Oconomowoc. Efter det slutade Amrak att köra fyra av sex tåg på sträckan. Canadian Pacific Railway som ägde spåren, beräknade att järnvägen skulle kräva mellan 15 och 30 miljoner dollar i kapitalinvesteringar innan järnvägen skulle vara lönsam att utöka trafiken till normalt igen. Eftersom pengar uteblev lades linjen ner den 11 juli 1998.
Under 2000-2001 hade Amtrak planer på att förlänga Hiawatha service 113 km norrut från Milwaukee till Fond du Lac, Wisconsin. Med stopp i Brookfield, Elm Grove, Slinger och Lomira. Restiden skulle bli nästan två timmar. Amtrak hoppades på att locka affärsmän och postgods. Idén var ett av planerna Amtrak hade för att utöka tillväxten i delstaterna, linjen Lake Country Limited fanns också med bland planerna. Båda idéerna lades ner i september 2001.
2005 öppnade en ny station på linjen, det var Milwaukee Airport Railroad Station på General Mitchell International Airport. Stationen var tänkt att avlasta transporten av passagerare från och till flygplatsen. Skyttetrafik kördes mellan stationen och huvudterminalen för att förenkla resandet för invånarna i den södra delen av Milwaukee. Stationen var till största del finansierad av Wisconsin Department of Transportation.
Det finns planer på att linjen Hiawatha service tillsammans med linjen Empire Builder skulle ha ett stopp längre norrut i North Glenview i Glenview, Illinois. Denna åtgärd skulle minska långa stopp vid Glenview. Denna omdirigering skulle kräva ombyggnader på North Glenview station för att klara den extra trafiken.

### Framtida expansioner
Under 2009 ansökte Wisconsin 8 miljarder dollar av ARRA (American Recovery and Reinvestment Act). Pengarna skulle gå till upprustning och utbyggnad av järnvägar. 823 miljoner dollar skulle gå till Chicago–Milwaukee–Madison–Minneapolis/St. Paul linjen, 810 miljoner dollar till bygga ut järnvägar till och från Madison, 12 miljoner dollar skulle gå till att  linjen mellan Chicago och Milwaukee, och 600 000 dollar skulle användas för att säkerställa framtida anpassningar som Twin Cities skulle kunna behöva göra. 
Utbyggnaden till Madison skulle innebära stopp i Brookfield, Oconomowoc och Watertown. Dock var Oconomowoc och Brookfield ovilliga att gå vidare med byggandet av stationerna p.g.a kostnadsskäl och i augusti 2010 drog sig Oconomowoc ur järnvägsplanerna, Brookfild ska komma med ett beslut i november 2010. De närliggande städerna Harland och Wauwatosa har varit intresserade av att ha stationer istället och linjen förväntades vara i bruk 2013.
Projektet blev en politisk fråga under 2010 när valet i Wisconsin hölls, då kandidaten Scott Walker lovade att stoppa järnvägsbygget och ge tillbaka pengarna till staten om han vann. Guvernör  Jim Doyle uttryckte pessimism över förslaget och sade bland annat:
| ”           | This is about an interstate high-speed rail system in the United States. Just like the Interstate Highway System–that's a federal system. [...] Short of sitting down in front of the federal government and defying the federal government, I don't think it's realistic to say that this project would stop. | „ |
| – Jim Doyle | |   |

I slutet av oktober 2010, undertecknade guvernör Jim Doyle och regeringen ett avtal som är bindande för staten att spendera det som behövs för att bygga järnvägen, oavsett hur det går i guvernörsvalet. Den 4 november, två dagar efter att Scott Walker vann guvernörsvalet, beordrade Doyle att arbetet på linjen tillfälligt ska stoppas och den 9 november meddelade han att järnvägen inte kommer att byggas klart.
Den 9 december 2010, meddelade transportstyrelseministern att pengarna som Wisconsin skulle få skulle omfördelas till andra stater, bland annat Kalifornien, Florida och Washington. Wasconsin behövde dock inte betala tillbaka de pengarna de redan hade spenderat på järnvägen och de fick även 2 miljoner dollar för att restaurera upp den gamla Milwaukee-Chicago linjen, Hiawatha.

### Namn på linjen
Tabellen nedan visar de namn som linjen Chicago-Milwaukee hade under årens lopp. Listan tar inte upp fjärrtåg som Empire Builder och North Coast Hiawatha.
| 1971-11-14      | 1972-10-29       | 1973-10-28 | 1975-11-30 | 1976-06-15 | 1980-10-26 | 1984-10-28 | 1985-04-28 | 1989-10-29       | Idag |
| --------------- | ---------------- | ---------- | ---------- | ---------- | ---------- | ---------- | ---------- | ---------------- | ---- |
| Abraham Lincoln |                  |            |            |            |            |            |            |                  |      |
| Prairie State   |                  |            |            |            |            |            |            |                  |      |
|                 | Hiawatha Service |            |            |            |            |            |            |                  |      |
|                 |                  |            | Turboliner |            |            |            |            |                  |      |
|                 |                  |            |            |            | LaSalle    |            |            |                  |      |
|                 |                  |            |            |            | Marquette  |            |            |                  |      |
|                 |                  |            |            |            | Nicollet   |            |            |                  |      |
|                 |                  |            |            |            | Radisson   |            |            |                  |      |
|                 |                  |            |            |            |            | Badger     |            |                  |      |
|                 |                  |            |            |            |            | Encore     |            |                  |      |
|                 |                  |            |            |            |            |            |            | Hiawatha Service |      |

## Kollektivresandet
|      | Antal passagerare | Förändring från föregående år | Biljettintäkter | Förändring från föregående år |
| ---- | ----------------- | ----------------------------- | --------------- | ----------------------------- |
| 2007 | 595,336           |                               | $10,230,272     |                               |
| 2008 | 749,659           | ▲025,92%                      | $13,138,765     | ▲028,43%                      |
| 2009 | 738,231           | ▼01,52%                       | $13,300,511     | ▲01,23%                       |
| 2010 | 783,060           | ▲06,07%                       | $14,092,803     | ▲05,96%                       |
| 2011 | 819,493           | ▲04,66%                       | $14,953,873     | ▲06,11%                       |
| 2012 | 838,355           | ▲02,30%                       | $15,963,261     | ▲06,75%                       |
| 2013 | 820,789           | ▼02,10%                       | $16,287,184     | ▲02,03%                       |

## Tåg och  vagnar
Från och med 2009 har det vanliga Hiawathatågsättet bestått av ett GE Genesis dragit tåget norrut och ett EMD F40PH söderut.
Den 17 juli 2009 meddelade delstaten Wisconsin att de skulle köpa två nya tågsätt från spanska tillverkaren Talgo inför den höjda hastigheten på sträckan som trädde i kraft i början av 2010. Guvernör Scott Walker avvisade statlig finansiering och avbröt projektet. Talgo skulle ha byggt en fabrik i Milwaukee, Wisconsin för att kunna konstruera tågsätten för Hiawatha service; företaget hoppades även på att anläggningen även skulle kunna bygga tåg för andra höghastighetsbanor som i framtiden skulle byggas. Tågsättet skulle ha blivit 14 vagnar långt, inklusive bistro. Tågen skulle troligtvis blivit dragna av samma sorts lok som drar idag, eftersom det har en topphastighet på 177 km/h (110 mph).